# Indanan
Indanan est une localité de la province de Sulu, aux Philippines. En 2015, elle compte 80 883 habitants.